# Крепине
Крепине (фр. Crespinet) насеље је и општина у јужној Француској у региону Миди Пирене, у департману Тарн која припада префектури Алби.
По подацима из 2011. године у општини је живело 163 становника, а густина насељености је износила 17,81 становника/km². Општина се простире на површини од 9,15 km². Налази се на средњој надморској висини од 375 метара (максималној 385 m, а минималној 160 m).

## Демографија
| 1962. | 1968. | 1975. | 1982. | 1990. | 1999. | 2011. |
| ----- | ----- | ----- | ----- | ----- | ----- | ----- |
| 115   | 132   | 137   | 118   | 188   | 175   | 163   |

График промене броја становника у току последњих година